# Паспорт громадянина Андорри
Паспорт громадянина Андорри  — документ, що видається громадянам Андорри для здійснення поїздок за кордон.
Хоча громадяни Андорри не є громадянами ЄС, вони, проте, можуть використовувати лінії для громадян ЄС, ЄЕП та Швейцарії при перетині зовнішніх кордонів Шенгенської зони, замість використання ліній для громадян третіх країн.

## Візові вимоги для громадян Андорри
Візові вимоги для громадян Андорри є обмеженнями адміністративного в'їзду, встановленими владою інших держав. У 2013 році громадяни Андорри отримали безвізовий режим до 152 країн та територій, що поставили Андоррський паспорт на 22-е місце в світі в 2016 році.